# PC PowerPlay
PC PowerPlay (PCPP) est un magazine australien exclusivement consacré aux jeux PC. Il est également disponible en Nouvelle-Zélande. Le magazine est édité par Next Media Pty Limited.
Le magazine est livré avec un DVD qui comprend des démos de jeux, des jeux gratuits, des bandes-annonces, des patches, des mods, des cartes, des utilitaires et des fonds d'écran d'ordinateur.
Une version CD était également disponible jusqu'en septembre 2005 où elle a été remplacée par une édition DVD.
Néanmoins, pendant une courte période, les deux éditions ont existé pendant que les joueurs faisaient la transition d'une technologie à l'autre.

## Histoire
En 2018, Future, propriétaire et éditeur de PC Gamer, achète PC PowerPlay et des titres informatiques connexes à Next Media, incorporant les articles de PC PowerPlay dans les versions en ligne de PC Gamer,.

### Traduction
- (en) Cet article est partiellement ou en totalité issu de l’article de Wikipédia en anglais intitulé « PC PowerPlay » (voir la liste des auteurs).